# استاتیک میژور
استاتیک میژور (انگلیسی: Static Major؛ ۱۱ نوامبر ۱۹۷۴ – ۲۵ فوریهٔ ۲۰۰۸) خواننده، ترانه‌نویس، خواننده رپ، و تهیه‌کننده موسیقی اهل ایالات متحده آمریکا بود.